# 68e cérémonie des David di Donatello
La 68e cérémonie des David di Donatello se déroule le 10 mai 2023, elle est présentée par Carlo Conti et Matilde Gioli, et diffusée en Italie par sur la chaîne Rai 1.
La mini-série Esterno notte de Marco Bellocchio obtient dix-huit nominations,.
Le film Les Huit Montagnes (Le otto montagne) de Felix Van Groeningen et Charlotte Vandermeersch remporte quatre récompenses dont celles du meilleur film et du meilleur scénario adapté. La mini-série Esterno notte de Marco Bellocchio et le film La stranezza de Roberto Andò remportent aussi quatre récompenses,.

## Palmarès

### Meilleur film
- Les Huit Montagnes (Le otto montagne) de Felix Van Groeningen et Charlotte Vandermeersch
  - Esterno notte de Marco Bellocchio
  - Il signore delle formiche de Gianni Amelio
  - La stranezza de Roberto Andò
  - Nostalgia de Mario Martone

### Meilleur réalisateur
- Marco Bellocchio pour Esterno notte
  - Gianni Amelio pour Il signore delle formiche
  - Roberto Andò pour La stranezza
  - Felix Van Groeningen et Charlotte Vandermeersch pour Les Huit Montagnes (Le otto montagne)
  - Mario Martone pour Nostalgia

### Meilleur réalisateur débutant
- Giulia Steigerwalt pour Settembre
  - Carolina Cavalli pour Amanda
  - Jasmine Trinca pour Marcel !
  - Niccolò Falsetti pour Margini
  - Vincenzo Pirrotta pour Spaccaossa

### Meilleure actrice
- Barbara Ronchi pour Settembre
  - Margherita Buy pour Esterno notte
  - Penélope Cruz pour L'immensità
  - Claudia Pandolfi pour Siccità
  - Benedetta Porcaroli pour Amanda

### Meilleur acteur
- Fabrizio Gifuni pour Esterno notte
  - Alessandro Borghi pour Les Huit Montagnes (Le otto montagne)
  - Ficarra e Picone pour La stranezza
  - Luigi Lo Cascio pour Il signore delle formiche
  - Luca Marinelli pour Les Huit Montagnes (Le otto montagne)

### Meilleure actrice dans un second rôle
- Emanuela Fanelli pour Siccità
  - Giovanna Mezzogiorno pour Amanda
  - Daniela Marra pour Esterno notte
  - Giulia Andò pour La stranezza
  - Aurora Quattrocchi pour Nostalgia

### Meilleur acteur dans un second rôle
- Francesco Di Leva pour Nostalgia
  - Fausto Russo Alesi pour Esterno notte
  - Toni Servillo pour Esterno notte
  - Elio Germano pour Il signore delle formiche
  - Filippo Timi pour Les Huit Montagnes (Le otto montagne)

### Meilleur scénario original
- Roberto Andò, Ugo Chiti et Massimo Gaudioso pour La stranezza
  - Gianni Di Gregorio et Marco Pettenello pour Astolfo
  - Susanna Nicchiarelli pour Chiara
  - Marco Bellocchio, Stefano Bises, Ludovica Rampoldi et Davide Serino pour Esterno notte
  - Gianni Amelio, Edoardo Petti et Federico Fava pour Il signore delle formiche
  - Emanuele Crialese, Francesca Manieri et Vittorio Moroni pour L'immensità

### Meilleur scénario adapté
- Felix Van Groeningen et Charlotte Vandermeersch pour Les Huit Montagnes (Le otto montagne)
  - Salvatore Mereu pour Bentu
  - Massimo Gaudioso et Kim Rossi Stuart pour Brado
  - Francesca Archibugi, Laura Paolucci et Francesco Piccolo pour Le Colibri (Il colibrì)
  - Mario Martone et Ippolita Di Majo pour Nostalgia

### Meilleur producteur
- Alberto Barbagallo pour Bibi Film, Attilio De Razza pour Tramp Limited avec Medusa Film et Rai Cinema - La stranezza
  - Lorenzo Mieli pour The Apartment et Simone Gattoni pour Kavac Film - Esterno notte
  - Wildside, Rufus, Menuetto, Pyramide Productions, Vision Distribution en collaboration avec Elastic, avec la participation de Canal+ et Cine+ en collaboration avec Sky - Les Huit Montagnes (Le otto montagne)
  - Medusa Film, Maria Carolina Terzi, Luciano et Carlo Stella pour Mad Entertainment, Roberto Sessa per Picomedia et Angelo Laudisa pour Rosebud Entertainment Pictures - Nostalgia
  - Carla Altieri et Roberto De Paolis pour Young Films et Nicola Giuliano, Francesca Cima, Carlotta Calori et Viola Prestieri pour Indigo Film avec Rai Cinema - Princess

### Meilleure photographie
- Ruben Impens pour Les Huit Montagnes (Le otto montagne)
  - Francesco Di Giacomo pour Esterno notte
  - Giovanni Mammolotti pour I racconti della domenica - La storia di un uomo perbene
  - Maurizio Calvesi pour La stranezza
  - Paolo Carnera pour Nostalgia

### Meilleur musicien
- Stefano Bollani pour Il pataffio
  - Fabio Massimo Capogrosso pour Esterno notte
  - Michele Braga et Emanuele Bossi pour La stranezza
  - Daniel Norgren pour Les Huit Montagnes (Le otto montagne)
  - Franco Piersanti pour Siccità

### Meilleure chanson originale
- Proiettili (ti mangio il cuore) (musique de Joan Thiele, Elisa Toffoli et Emanuele Triglia, texte et interprétation de Elodie et Joan Thiele) pour Ti mangio il cuore
  - Se mi vuoi (musique, texte et interprétation de Diodato) pour Diabolik: Ginko all'attacco
  - Caro amore lontanissimo (musique de Sergio Endrigo, texte de Riccardo Sinigallia, interprétation de Marco Mengoni) pour Le Colibri (Il colibrì)
  - Culi culagni (musique de Stefano Bollani, texte de Luigi Malerba et Stefano Bollani, interprétation de Stefano Bollani) pour Il pataffio
  - La palude (musique et texte de Niccolò Falsetti, Giacomo Pieri, Alessio Ricciotti et Francesco Turbanti, interprétation de Francesco Turbanti, Emanuele Linfatti et Matteo Creatini) pour Margini

### Meilleur décorateur
- Giada Calabria et Loredana Raffi pour La stranezza
  - Andrea Castorina, Marco Martucci et Laura Casalini pour Esterno notte
  - Marta Maffucci et Carolina Ferrara pour Il signore delle formiche
  - Tonino Zera, Maria Grazia Schirippa et Marco Bagnoli pour Caravage (L'ombra di Caravaggio)
  - Massimiliano Nocente et Marcella Galeone pour Les Huit Montagnes (Le otto montagne)

### Meilleurs costumes
- Maria Rita Barbera pour La stranezza
  - Massimo Cantini Parrini pour Chiara
  - Daria Calvelli pour Esterno notte
  - Valentina Monticelli pour Il signore delle formiche
  - Carlo Poggioli pour Caravage (L'ombra di Caravaggio)

### Meilleur maquilleur
- Enrico Iacoponi pour Esterno notte
  - Federico Laurenti et Lorenzo Tamburini pour Dante
  - Paola Gattabrusi et Lorenzo Tamburini pour Le Colibri (Il colibrì)
  - Esmé Sciaroni pour Il signore delle formiche
  - Luigi Rocchetti pour Caravage (L'ombra di Caravaggio)

### Meilleur coiffeur
- Desiree Corridoni pour Caravage (L'ombra di Caravaggio)
  - Alberta Giuliani pour Esterno notte
  - Samantha Mura pour Il signore delle formiche
  - Daniela Tartari pour L'immensità
  - Rudy Sifari pour La stranezza

### Meilleur monteur
- Francesca Calvelli pour Esterno notte
  - Simona Paggi pour Il signore delle formiche
  - Esmeralda Calabria pour La stranezza
  - Nico Leunen pour Les Huit Montagnes (Le otto montagne)
  - Jacopo Quadri pour Nostalgia

### Meilleur son
- Les Huit Montagnes (Le otto montagne)
  - Esterno notte
  - Il signore delle formiche
  - La stranezza
  - Nostalgia

### Meilleurs effets visuels
- Marco Geracitano pour Siccità
  - Alessio Bertotti et Filippo Robino pour Dampyr
  - Simone Silvestri et Vito Picchinenn pour Diabolik: Ginko all'attacco
  - Massimo Cipollina pour Esterno notte
  - Rodolfo Migliari pour Les Huit Montagnes (Le otto montagne)

### Meilleur documentaire
- Il cerchio de Sophie Chiarello
  - In viaggio de Gianfranco Rosi
  - Kill Me If You Can de Alex Infascelli
  - La timidezza delle chiome de Valentina Bertani
  - Svegliami a mezzanotte de Francesco Patierno

### Meilleur film étranger
- The Fabelmans de Steven Spielberg
  - Bones and All de Luca Guadagnino
  - Elvis de Baz Luhrmann
  - Licorice Pizza de Paul Thomas Anderson
  - Sans filtre (Triangle of Sadness) de Ruben Östlund

### David Jeune
- Caravage (L'ombra di Caravaggio) de Michele Placido
  - Corro da te de Riccardo Milani
  - Le Colibri (Il colibrì) de Francesca Archibugi
  - La stranezza de Roberto Andò
  - Les Huit Montagnes (Le otto montagne) de Felix Van Groeningen et Charlotte Vandermeersch

### David des spectateurs
- Il grande giorno de Massimo Venier

### David speciale
- Marina Cicogna
- Isabella Rossellini
- Enrico Vanzina